# Sonia Bélanger
Sonia Bélanger, née en 1961 à Rimouski, est une infirmière et femme politique québécoise, élue députée de Prévost à l'Assemblée nationale du Québec sous la bannière de la Coalition avenir Québec lors des élections générales du 3 octobre 2022.
Depuis le 10 mai 2023, elle est ministre responsable des Aînés, ministre déléguée à la Santé dans le gouvernement Legault.

## Biographie
Sonia Bélanger naît en 1961 à Rimouski.

### Études
Après avoir obtenu son diplôme d'études collégiales (DEC) en techniques infirmières en 1980 au Collège St-Jean-Vianney, un collège privé à Montréal, Sonia Bélanger étudie à l'Université de Montréal. Elle y complète des formations en gérontologie, milieu clinique et santé communautaire et obtient un baccalauréat en sciences infirmières en 1989. Elle poursuit avec un microprogramme en gestion des services de santé complété en 1991 et obtient une maîtrise en administration des services de santé en 1997,.

### Carrière professionnelle
À l'obtention de son DEC en 1980, Sonia Bélanger commence à travailler comme infirmière à l'unité des soins intensifs de Hôtel-Dieu de Montréal puis devient assistante infirmière-cheffe à l'unité de gastro-entérologie et chirurgie thoracique. Elle quitte en 1987 pour aller travailler à l'Hôpital Anna-laberge à Châteauguay comme assistante infirmière-cheffe aux soins intensifs.
Par la suite, elle est cheffe de service des soins intensifs et de l'unité de médecine de l'Hôpital de Lachine (1990-1992) et cheffe d'unité des soins intensifs chirurgicaux à l'Institut de cardiologie de Montréal (1992-1997).
En 1997, elle se retrouve au Centre hospitalier universitaire Sainte-Justine comme gestionnaire clinico-administrative du programme « Soins intensifs / Sciences cardiaques » pendant trois ans et directrice adjointe des opérations cliniques de 2000 à 2004. Elle retourne ensuite à l'Hôpital Anna-laberge à la direction des soins infirmiers de 2004 à 2006.
De 2006 à 2010, elle est directrice générale adjointe au Centre de santé et de services sociaux (CSSS) Jardins-Roussillon avant d'occuper le poste de directrice générale du CSSS du Cœur-de-l’Île de 2010 à 2012, puis du CSSS du Sud-Ouest–Verdun de 2012 à 2015,.
Le 25 juin 2013, elle est nommée membre du conseil d'administration de l'Institut national de santé publique du Québec (INSPQ).
Après avoir travailler pour la création du Centre intégré universitaire de santé et de services sociaux (CIUSSS) du Centre-Sud-de-l’Île-de Montréal, elle en est nommée la première présidente-directrice générale (PDG) à sa création en avril 2015. Elle doit gérer cette fusion de onze établissements de santé aux missions différentes, doter  l'organisation d'un plan d'organisation, d'un plan stratégique, d'un modèle de performance, d'une salle de pilotage et d'un bureau de projet.
Le 9 novembre 2021, elle reçoit le prix Leader d’influence, catégorie Organisme public ou parapublic, lors des 21es Prix Femmes d’affaires du Québec.

### Carrière politique
En printemps 2022, Sonia Bélanger quitte son poste de PDG pour se lancer en politique. Le 29 mai 2022, le premier ministre du Québec, François Legault, annonce dans le cadre du Congrès national de la Coalition avenir Québec, la candidature de Sonia Bélanger pour son parti dans la circonscription de Prévost en vue des élections du 3 octobre. Elle remporte l'élection avec 46,2 % des voix et une majorité de 9 166 voix. Elle succède à sa collègue de la CAQ, Marguerite Blais, comme députée de la circonscription à l'Assemblée nationale du Québec.
Lors du dévoilement du nouveau conseil des ministres, le 20 octobre suivant, elle est nommée ministre déléguée à la Santé et aux Aînés dans le gouvernement Legault succédant également à Marguerite Blais comme ministre auprès des ainés.

## Résultats électoraux
|                                                                                               | Nom                   | Parti            | Nombre de voix | %      | Maj.  |
| --------------------------------------------------------------------------------------------- | --------------------- | ---------------- | -------------- | ------ | ----- |
|                                                                                               | Sonia Bélanger        | Coalition avenir | 15 903         | 46,2 % | 9 166 |
|                                                                                               | Thérèse Chabot        | Parti québécois  | 6 737          | 19,6 % | -     |
|                                                                                               | Rose Crevier-Dagenais | Québec solidaire | 5 196          | 15,1 % | -     |
|                                                                                               | Benoit Cloutier       | Conservateur     | 4 019          | 11,7 % | -     |
|                                                                                               | Suzanne Pomerleau     | Libéral          | 2 072          | 6 %    | -     |
|                                                                                               | Michelle Vaz          | Vert             | 374            | 1,1 %  | -     |
|                                                                                               | Michel Leclerc        | Parti humain     | 100            | 0,3 %  | -     |
| Total                                                                                         | Total                 | Total            | 34 401         | 100 %  |       |
| Le taux de participation lors de l'élection était de 69,4 % et 431 bulletins ont été rejetés. |                       |                  |                |        |       |

## Vie personnelle
Sonia Bélanger est en couple et a deux fils.